# Bunte Kerke

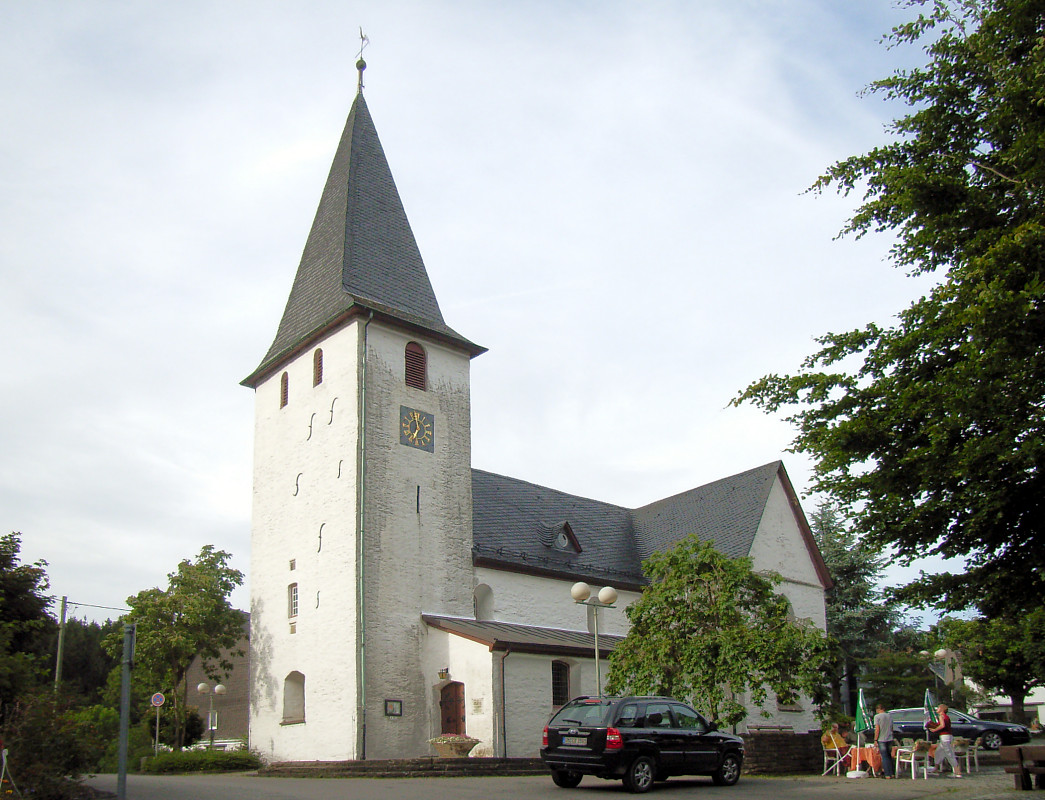
Lieberhausen

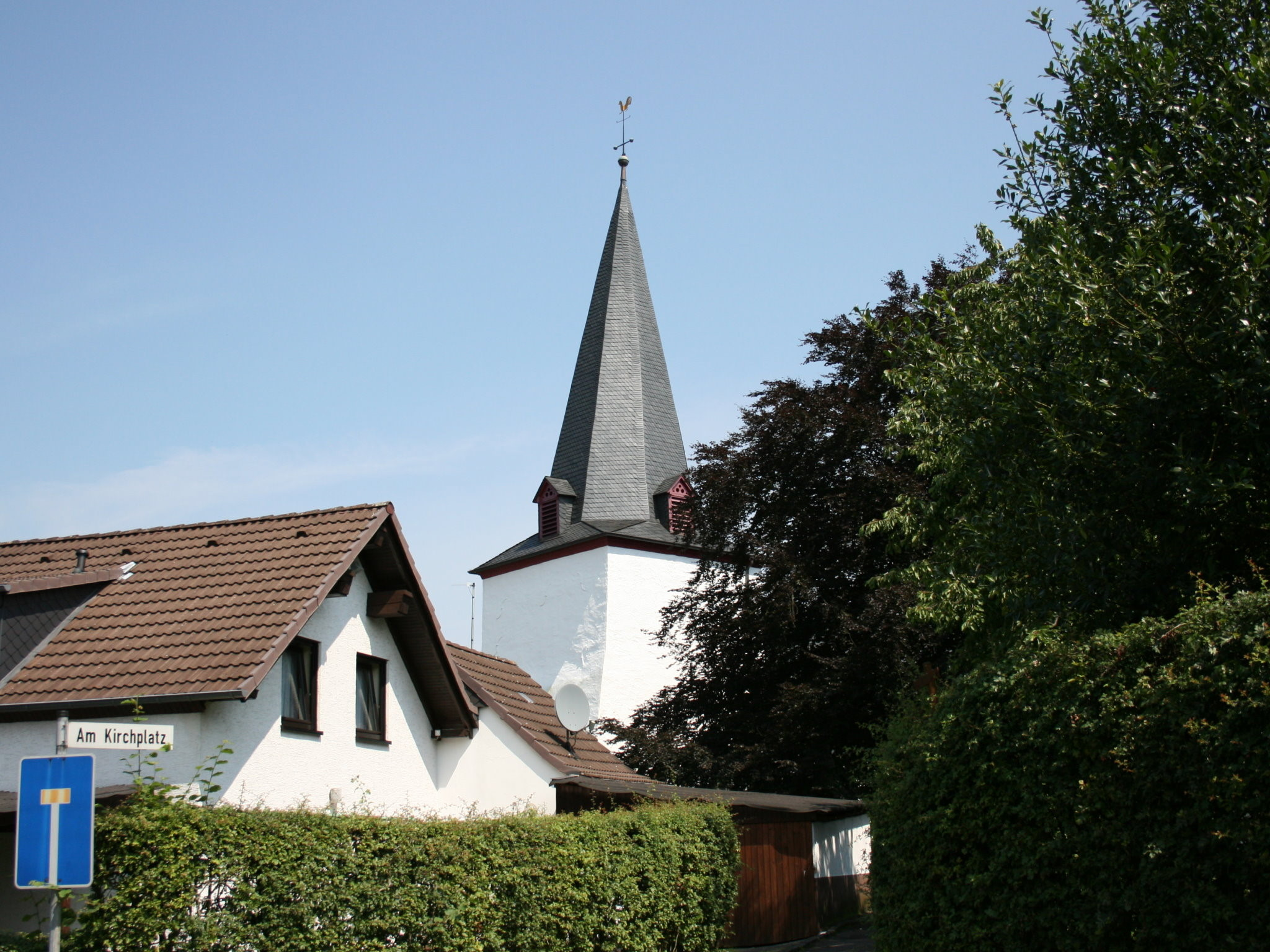
Marienhagen

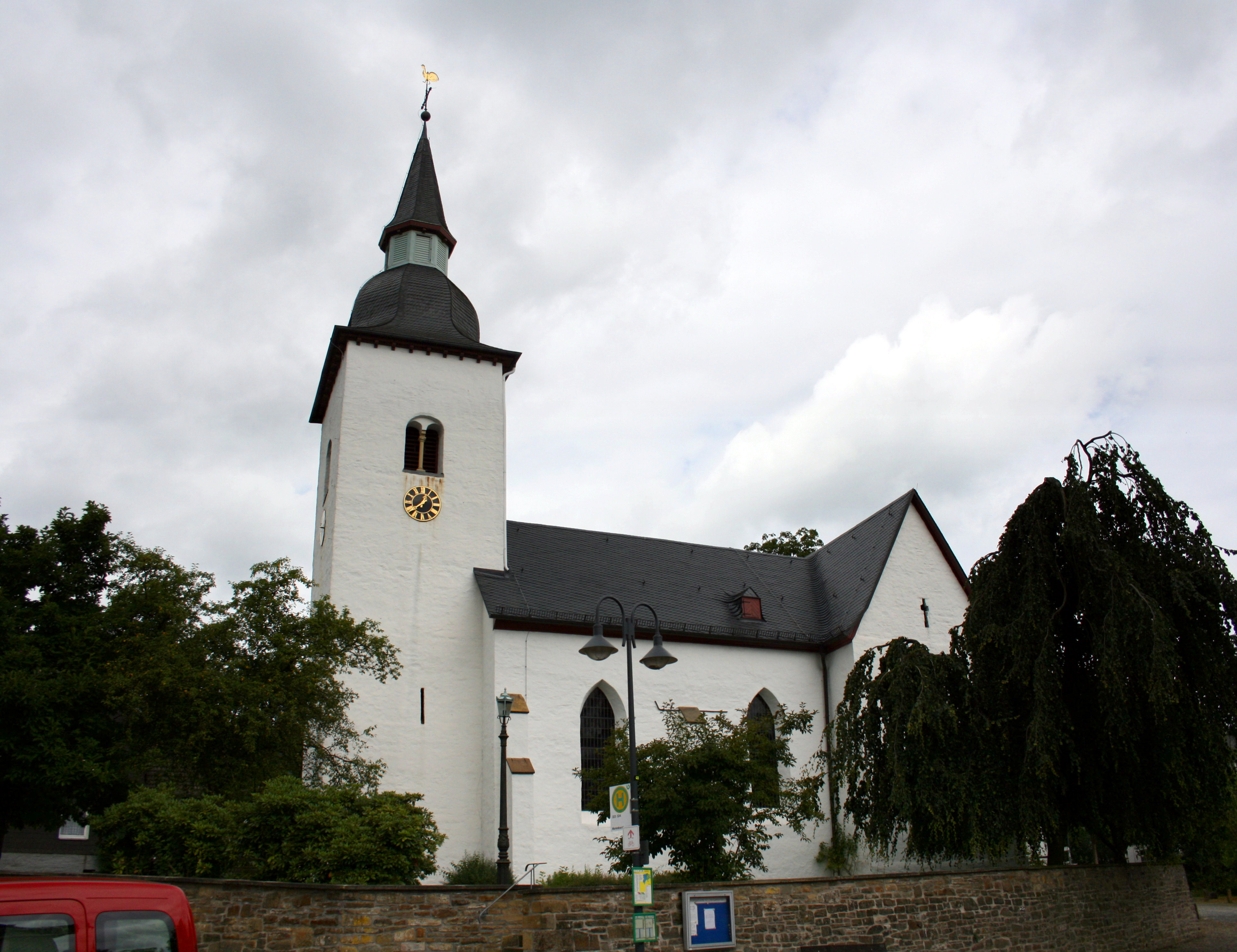
Marienberghausen

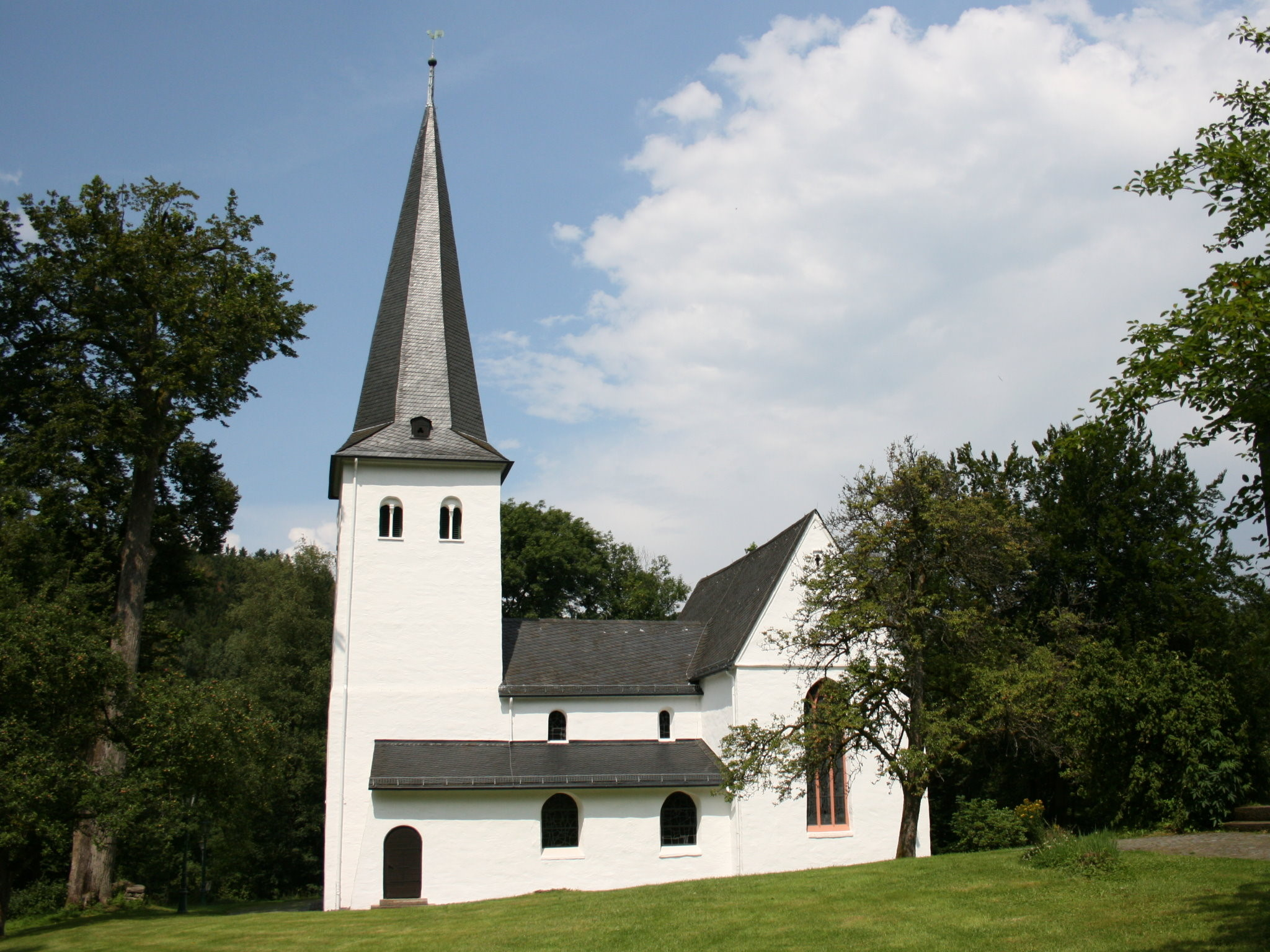
Kreuzkirche Wiedenest

Eine Bunte Kerke (auch fälschlich Bonte Kerke genannt, in den oberbergischen Sprachvarietäten existiert das Wort „bont“ für bunt allerdings nicht) bezeichnet eine Kirche mit mittelalterlichen Deckenmalereien, wie sie in Deutschland insbesondere im Oberbergischen in Nordrhein-Westfalen zu finden sind. Der Begriff wurde ursprünglich nur für die „Bunte Kerke“ in Lieberhausen verwendet, gilt jetzt aber auch als Sammelbegriff für alle Kirchen mit ähnlichen Deckenmalereien.

## Bunte Kerken gibt es in

### Lieberhausen (12. Jahrhundert)
Die Lieberhausener Kirche wurde im 11. Jahrhundert errichtet. Durch ihre Deckenmalereien wurde sie bekannt. Die spätromanische dreischiffige Pfeilerbasilika wird 1174 erstmals urkundlich erwähnt; sie war damals dem Kölner Severinsstift zehntpflichtig. Nachdem Querschiff und Chor im 15. Jahrhundert erneuert worden waren, begann man mit dem Ausmalen des Kircheninneren. Nach Einführung der Reformation im Jahr 1586 wurden Malereien ab 1589 erstmals ausgebessert und ergänzt. Als einmalig im Rheinland gilt, dass hier in Lieberhausen vor- und nachreformatorische Malereien nebeneinander zu betrachten sind. Im 19. Jahrhundert wurden die Malereien übertüncht, 1911–1913 und 1954 aber wieder hergestellt.

### Müllenbach (12. Jahrhundert)
Die romanische, dreischiffige Pfeilerbasilika in Marienheide-Müllenbach entstand im 12. Jahrhundert als Wehrkirche und gilt als kulturhistorische Kostbarkeit. Sie ist in ihrer ursprünglichen Form fast vollständig erhalten geblieben. Einige Wandmalereien aus dem 14. Jahrhundert wurden wieder freigelegt.

### Marienhagen (um 1300)
Die Kirche in Marienhagen stammt aus der Zeit um 1300 und ist mit Fresken aus dem 14. Jahrhundert ausgestattet. Schwerpunkte der Darstellung sind die Krönung Marias, die Anbetung der Heiligen Drei Könige sowie die Apostel mit den Evangeliensymbolen.

### Marienberghausen (13. bis 15. Jahrhundert)
Erst im Jahr 1910 fand man in der romanischen Dorfkirche von Nümbrecht-Marienberghausen umfangreiche spätgotische Wand- und Gewölbemalereien. Sie zeigen unter anderem das Jüngste Gericht, die Verkündigung, den Drachenkampf des Heiligen Georg und die Versuchung des Heiligen Antonius.

### Wiedenest (Kreuzkirche, 12. Jahrhundert)
In der Wiedenester Kirche, einer ehemaligen Wallfahrtskirche, wurden 1963 bei Restaurierungsarbeiten Wandmalereien entdeckt, die zu den umfangreichsten spätgotischen Kirchenmalereien gehören.